# Prissättningsstrategi
Prissättningsstrategi används av en säljare för att bestämma priset på en vara eller tjänst. Val av metod påverkas av den aktuella marknadssituationen, varans eller tjänstens priskänslighet och vad säljaren önskar åstadkomma i försäljningshänseende på kort och lång sikt. 
Exempel på metoder är: skumning, fallande prissättning, prisförhandling, lockvarupris, penetration, pristestning m.m.
För att kunna sätta rätt pris på sina produkter använder sig företag av olika prissättningsstrategier: Värdebaserad prissättning, kostnadsbaserad prissättning eller konkurrensbaserad prissättning. Dessa strategier är olika i utförandet men har alla grundtanken att priset inte ligger under produktionskostnaden. Företag bör inte heller använda sig av ett orimligt pris då kunder kommer välja att köpa av andra konkurrenter. 
Strategin för prissättningen av en produkt ändras under den tid produkten finns på marknaden. Prissättningsstrategier delas in i olika grupper; konkurrentbaserad, värdebaserad och kostnadsbaserad prissättning. Vid introduktion av nya produkter kan företag använda sig av skumningsprissättning och penetrationsprissättning.

## Konkurrensbaserad prissättning
Konkurrensbaserad prissättning innebär att företaget utgår från observerade eller förväntade prisnivåer hos konkurrenter när de väljer sin prissättningsstrategi.

## Värdebaserad prissättning
Värdebaserad prissättning innebär att företaget baserar priset på vilket värde kunden upplever att varan eller tjänsten har.

## Kostnadsbaserad prissättning
Kostnadsbaserad prissättning innebär att företaget räknar in alla kostnader för framtagandet av produkten vid prissättningen. Företaget delar sedan upp kostnaderna på varje enhet av produkten, varefter man lägger på en täckningsgrad för att få fram kundpriset. Täckningsgraden är oftast en förutbestämd procentsats, satt av företaget för att uppnå vinstmarginal. Kostnaderna inkluderar tillverkningskostnader såsom löner, material, marknadsföring, lagerhållning och andra kostnader som är förknippade med att producera och sälja produkten eller tjänsten. Att ha en klar uppfattning om kostnader hjälper företaget att ange rätt pris som täcker kostnader.

## Skumningsprissättning
Skumningsprissättning innebär att företaget tar ut ett högt pris vid introduktionen av en ny produkt på marknaden för att skumma igenom olika kundgrupper. Genom detta maximeras omsättningen, lager för lager, från de kundgrupper som är villiga att betala det höga priset.

## Penetrationsprissättning
Penetrationsprissättning innebär att företaget sätter ett lågt pris vid introduktionen av en ny produkt på marknaden, för att på så sätt attrahera en stor kundbas och ta en stor del av marknaden.